# Sympiesis hyblaeae
Sympiesis hyblaeae är en stekelart som beskrevs av Surekha 1996. Sympiesis hyblaeae ingår i släktet Sympiesis och familjen finglanssteklar. Inga underarter finns listade i Catalogue of Life.